# Шелл, Орвилл
Орвилл Хикок Шелл III (англ. Orville Hickock Schell III, род. 20 мая, 1940, Нью-Йорк, США) — американский активист и писатель, исследующий Китай. Директор центра американо-китайских отношений в «Обществе Азии» в Нью-Йорке. Ранее занимал должность декана факультета журналистики в Калифорнийском университете в Беркли.

## Образование и биография
Его отец, Орвилл Хикок Шелл-мл., был юристом, главой Ассоциации юристов Нью-Йорка, возглавлял группу по защите прав человека Americas Watch со дня её основания в 1981 до своей смерти в 1987 году, сооснователь Helsinki Watch, предшественника Human Rights Watch. В его честь назван Международный центр по правам человека имени Орвилла Шелла младшего на юридическом факультете Йеля. Орвилл Шелл третий — старший брат писателя Джонатана Шелла.
Школьные годы Шелл провел в школе города Помфрет в штате Коннектикут, после которой поступил в Гарвардский университет, который он покинул после первого курса ради изучения китайского языка. Сначала Шелл поступил в Стэнфордский университет, а затем в Национальный университет Тайваня, где учился с 1961 по 1964 год. Будучи в Тайване, Шелл вёл колонку «Человек в Азии» в газете Бостон Глоуб. Затем, вернувшись в Гарвард, он продолжил изучать политику, культуру и историю Азии у профессоров Джона Фэйрбанка и Эдварда Райшауэра, а в 1964 году получил степень бакалавра.
В 1964—1965 годах Шелл работал в Фонде Форда в Джакарте, а затем продолжил изучения Китая в Калифорнийском университете в Беркли, где защитил докторскую диссертацию. В то время протесты против войны во Вьетнаме потрясли кампус университета, активным участником которых он являлся. В 1967 году он подписал «Протест писателей и редакторов против военного налога», выразив таким образом протест против войны во Вьетнаме и уплаты военного налога.

## Журналистика
В 1969 Шелл и Шурман стали сооснователями Тихоокеанской службы новостей для создания новостного материала с более широкой точкой зрения, то есть новостей из-за рубежа. Тихоокеанская служба новостей критиковала участие США во Вьетнамской войне и выступала в поддержку дипломатических отношений с КНР. В 1974 году Шелл уже являлся автором трех книг-исследований: «Пособие о Китае» (The China Reader), «Начиная с начала: пособие для колледжей» (Starting Over: A College Reader) и «Современный Китай: История революции» (Modern China: The Story of a Revolution).
В 1975 году Шелл и его младший брат Джонатан (который потом напишет книгу-бестселлер и объединит журнал The Nation и Национальный институт) стали корреспондентами журнала The New Yorker. Шелл был штатным корреспондентом для The Atlantic Monthly и The New Republic. Его статьи также печатались в Time, Harper’s, The Nation, The New York Review of Books, Wired, Foreign Affairs, Newsweek, The China Quarterly, The New York Times, The Washington Post и Los Angeles Times.
В 1980 Шелл выиграл журналистский гранд Алисии Питерсон на исследование применения медикаментов в американской мясной индустрии. Он также выступал в качестве сопродюсера телевещательной компании PBS в Бостоне, NBC Nightly News (1987), CBS' 60 Minutes (1991), а также содействовал выпуску специальных репортажей Питера Дженинга на телеканале ABC. В 1994 году Шелл работал над документальной передачей Frontline.
В 1992 году Шелл получил премию Эмми и премию Альфреда Дюпонта, серебряную медаль Колумбийского университета за фильм «60 минут снятых в Китае» о кровавых событиях на площади Тяньаньмэнь. В 1997 году Шелл получил премию Джорджа Пибоди за эпизод «Врата райского покоя» передачи Frontline.
Назначение Шелла на пост декана факультета журналистики Калифорнийского университета в Беркли вызвали необоснованные нападки ведущего правой радиопередачи Майкла Сэвэджа. Он голословно обвинил главу выборного комитета профессора социологии Троя Дастера в том, что тот отказался рассматривать его кандидатуру. Сэвэдж считал себя достаточно квалифицированным журналистом для должности и заявил, что назначение на должность было произведено по политическим мотивам в нарушение трудового законодательства штата Калифорния. В судебном иске, поданном Сэвэджем, было заявлено, что Сэвэджу было отказано в трудоустройстве из-за его принадлежности к консервативной партии. Судебное дело не состоялось ввиду отсутствия улик. Другие желающие получить пост консерваторы не подавали жалоб. Будучи деканом, Шелл принял на работу Кристофера Хитченса, Майкла Льюиса, Синтию Горни, Майкла Поллана, Луиса Розетто, Чарльза Фергюссона, Барбару Эренрих, Марка Даннера, Стива Вассермана, Стивена Талбота и Тома Энгелхарта.
В апреле 2006 Шелл подал в отставку с поста декана. Сейчас Шелл является директором центра американо-китайских отношений при «Обществе Азии» в Нью-Йорке, чья деятельность направлена на мультимедийную журналистику, оригинальный подход к исследованиям и проведение публичных мероприятий для привлечения внимания к сферам общих интересов Америки и Китая. С самого своего основания деятельность центра направлена на вопросы энергии и глобального изменения климата. Сейчас Шелл координирует проекты «The China Boom Project» и «На тонком льду» — совместные мультимедийные проекты с Медиастормом Исследовательским центром ледников Дэвида Бришера и проект, занимающийся усилением интереса американских инвесторов в Китае. Шелл, частый участник Всемирного экономического форума, состоит в Совете по международным отношениям, Инициативе защиты климата, конституционном совете по экологическому взаимодействию в «Дженерал Электрик» и Совета по-будущему медиаиндустрии, которые занимаются «продвижением мирового информационного и новостного пространства, чья роль в информировании, обучении и улучшении мировой обстановки, пространства которое возьмет все лучшее от всех способов доставки медиа-контента, будь то мобильные, спутниковое телевидение или Интернет, и станет новой глобальной сетью».

## Фермерство
Шелл часто подвергал критике промышленное земледелие. В 1976 году он написал статью «Город, который сражался за своё спасение» о Болинас, предместье Сан-Франциско, в котором он имел ранчо. В 1978 году он вместе с Биллом Ниманом открыл предприятие «Ниман Ранч» (впоследствии переименованное в «Ниман-Шелл») с целью разведения скота гуманным способом, который не принесет вреда окружающей среде. В 1999 году он покинул предприятие. В 1984 он опубликовал книгу «Современное мясо: антибиотики, гормоны и фармацевтическая ферма», критикующую мясную индустрию США.

## Взгляды на Китай
Впервые Шелл посетил КНР в 1974 году, в последние годы правления Мао Цзэдуна. В интервью для журнала Whole Earth Review была заметна его неприязнь к чрезмерности социалистического режима Мао:
«В 60-70-е Китай был образцовой моделью, которой могли вдохновляться западные страны в поисках новых кредо и альтернативных путей развития. К сожалению Китай просто поглотил себя сам. Это ни в коем случае не значит, что определённые социалистические модели не подходят для набирающих обороты стран третьего мира. Просто крайности маоистского режима подорвали основание, на котором базировалась эта модель… Мне очень жаль, что Мао всё испортил. Его мания величия взяла верх над попытками увидеть сможет ли Китай стать первой страной в мире, которая найдет свой собственный путь развития.
Нет ничего достойного имитации в современном Китае, потому что Китай становится имитацией Штатов… В среде китайской молодежи растёт уровень преступности, недовольства, скептицизма и цинизма, вместе с разочарованием и страстью к деньгам. Люди всего пытаются дорваться до денег, когда всё остальное рушится на глазах».
В 1997 году в интервью для сентябрьского выпуска журнала Mother Jones он описал Дэна Сяопина как «самого выдающегося контрреволюционера в истории», а капиталистический блок китайской коммунистической партии как «использующий любую возможность и свои должности в партии и правительстве сугубо ради личного обогащения».

Когда Шелла спросили, готов ли Китай к демократии, он ответил:
«Нет… Преемники Дэна Сяопина 50 лет пытались воплотить марксистскую революцию в жизнь. Я считаю, наивно полагать, что весь тот опыт, та установка и идеология испариться после реформ Сяопина.»
В 2004 году Шелл назвал китайскую смесь коммунизма с капитализмом «ленинским капитализмом».

## Публикации
- Пособие о Китае (The China Reader) (в соавторстве с Францем Шруманом) (1967).
- Начиная с начала: пособие для колледжей (Starting Over: A College Reader) (1970) (в соавторстве с Фредериком Крюзом).
- Современный Китай: История революции (Modern China: The Story of a Revolution) (в соавторстве с Джозефом Эшериком) (1972)
- Современный Китай: Создание нового общества с 1839 до времен Президента (Modern China: The Making of a New Society from 1839 to the Present) (в соавторстве с Джозефом Эшериком) (1972)
- Город, который сражался за своё спасение (1976)
- В Народной Республике: О жизни и работе в Китае со слов американца (In the People’s Republic: An American’s First-Hand View of Living and Working in China) (1977)
- Браун (Brown) (1978) (Биография губернатора Калифорнии Джерри Брауна)
- Берегитесь иностранных гостей!: Знакомство Китая с Западом (Watch Out for the Foreign Guests!: China Encounters the West) (1980)
- Современное мясо: антибиотики, гормоны и фармацевтическая ферма (Modern Meat: Antibiotics, Hormones, and the Pharmaceutical Farm) (1984)
- Как славно быть богатым: Китай в 80-е (To Get Rich Is Glorious: China in the Eighties) (1984)
- Дискотеки и Демократия: Китай в муках реформ (Discos and Democracy: China in the Throes of Reform) (1988)
- Небесный мандат: Новое поколение предпринимателей, диссидентов, богемы и технократов заявляют о правах на будущее Китая (Mandate of Heaven: A New Generation of Entrepreneurs, Dissidents, Bohemians, and Technocrats Lays Claim to China’s Future) (1994)
- Небесный мандат: Наследие площади Тяньаньмень и новое поколение китайских лидеров (Mandate of Heaven: The Legacy of Tiananmen Square and the Next Generation of China’s Leaders) (1995)
- Виртуальный Тибет: В поисках Шангри-Лы с Гималаев до Голливуда (Virtual Tibet: Searching for Shangri-La from the Himalayas to Hollywood) (2000)
- Пособие о Китае: Годы реформ (The China Reader: The Reform Years)  (co-edited with David Shambaugh) (1999)
- Империя: Впечатления о Китае (Empire: Impressions of China) (2004).